# Facundo Castet
Facundo Castet (Bragado, 11 settembre 1998) è un calciatore argentino, difensore del  Colón (SF).

## Carriera
Cresciuto nel settore giovanile del Sarmiento (J), dove approda nel 2013 dopo un passato all'Argentinos Juniors, debutta in prima squadra il 26 agosto 2018 in occasione dell'incontro di Primera B Nacional vinto 1-0 contro l'Olimpo.

## Statistiche

### Presenze e reti nei club
Statistiche aggiornate al 30 novembre 2021.
| Stagione        | Squadra         | Campionato      | Campionato | Campionato | Coppe nazionali | Coppe nazionali | Coppe nazionali | Coppe continentali | Coppe continentali | Coppe continentali | Altre coppe | Altre coppe | Altre coppe | Totale | Totale |
| Stagione        | Squadra         | Comp            | Pres       | Reti       | Comp            | Pres            | Reti            | Comp               | Pres               | Reti               | Comp        | Pres        | Reti        | Pres   | Reti   |
| --------------- | --------------- | --------------- | ---------- | ---------- | --------------- | --------------- | --------------- | ------------------ | ------------------ | ------------------ | ----------- | ----------- | ----------- | ------ | ------ |
| 2018-2019       | Sarmiento (J)   | PN              | 30         | 0          | CA              | 0               | 0               |                    | -                  | -                  |             | -           | -           | 30     | 0      |
| 2019-2020       | Sarmiento (J)   | PN              | 20         | 0          | CA              | 1               | 0               |                    | -                  | -                  |             | -           | -           | 21     | 0      |
| 2020            | Sarmiento (J)   | PN              | 8          | 0          |                 | -               | -               |                    | -                  | -                  |             | -           | -           | 8      | 0      |
| 2021            | Sarmiento (J)   | PD              | 4          | 0          | CA+CdL          | 0+5             | 0               |                    | -                  | -                  |             | -           | -           | 9      | 0      |
| Totale carriera | Totale carriera | Totale carriera | 62         | 0          |                 | 6               | 0               |                    | -                  | -                  |             | -           | -           | 68     | 0      |

## Palmarès

### Club

#### Competizioni nazionali
- Primera B Nacional: 2

Sarmiento (J): 2018-2019, 2020